# Melittia formosana
Melittia formosana is een vlinder uit de familie wespvlinders (Sesiidae), onderfamilie Sesiinae.
Melittia formosana is voor het eerst wetenschappelijk beschreven door Matsumura in 1911. De soort komt voor in het Oriëntaals gebieden het  Palearctisch gebied.